# Сосновский сельсовет (Алтайский край)
Сосновский сельсовет — муниципальное образование со статусом сельского поселения и административно-территориальное образование в Заринском районе Алтайского края России. Административный центр — село Сосновка.

## Население
| 1997 | 1998 | 1999 | 2000 | 2001 | 2002 |
| ---- | ---- | ---- | ---- | ---- | ---- |
| 851  | ↘828 | ↘814 | ↗815 | ↗824 | ↘746 |
| 2003 | 2004 | 2005 | 2006 | 2007 | 2008 |
| ↘719 | ↘673 | ↗682 | ↘640 | ↘622 | ↘592 |
| 2009 | 2010 | 2011 | 2012 | 2013 | 2014 |
| ↘588 | ↘574 | ↘571 | ↘537 | ↘523 | ↘496 |
| 2015 | 2016 | 2017 | 2018 | 2019 | 2020 |
| ↗510 | ↘492 | ↘487 | ↘481 | ↘463 | ↘443 |
| 2021 |      |      |      |      |      |
| ↘431 |      |      |      |      |      |

По результатам Всероссийской переписи населения 2010 года, численность населения муниципального образования составила 574 человека, в том числе 268 мужчин и 306 женщин. Оценка Росстата на 1 января 2012 года — 537 человек.

## Населённые пункты
В состав сельского поселения входит 4 населённых пункта:
- село Боровлянка,
- посёлок Горюшино,
- посёлок Малиновка,
- село Сосновка.

Ярки — упразднённый посёлок, исключён из учётных данных в  1982 году.